# Mika Nieminen
Mika Sakari Nieminen (Tampere, 1º gennaio 1966) è un ex hockeista su ghiaccio finlandese.

## Palmarès

### Olimpiadi invernali
- 2 medaglie:
  - 2 bronzi (Lillehammer 1994; Nagano 1998)

### Mondiali
- 3 medaglie:
  - 1 oro (Svezia 1995)
  - 2 argenti (Cecoslovacchia 1992; Italia 1994)